# Безсонов Петро Олексійович
Петро́ Олексі́йович Безсо́нов (рос. Пётр Алексеевич Бессонов) (*16 червня 1828 р., м. Москва — †6 березня 1898 р., м. Харків) — російський дослідник фольклору. Видавець збірників болгарського, сербського, російського фольклору, історик літератури, публіцист слов'янського й білоруського фольклору, етнолог. Належав до історичного напрямку «західнорусизму».

## Життєпис
Він народився у Москві та закінчив Московський університет у 1851 році. Після закінчення освіти у 1855—1857 рр. працював у Московському архіві Міністерства закордонних справ, Московській синодальній друкарні (з 1858 р.). Був членом Товариства любителів російської словесності при Московському університеті, його секретарем у 1869—1878 рр., був членом-кореспондентом Сербського вченого товариства, членом Російського географічного товариства.
По п'яти роках студій зі стародавніх та сучасних мов він одержав державний дозвіл на видання.
З 1864 до 1867 року він очолював Громадську Бібліотеку й музей у Вільнюсі.
Отримавши диплом почесного доктора наук зі Слов'янській філології в Казанському університеті, він став професором у Харківському університеті 1879-го р., обіймаючи цю посаду професором кафедри слов'янських наріч Харківського університету до своєї смерті.
Стараннями опікуна Віленського навчального округу І. П. Корнілова був призначений у м. Вільно, де був призначений навесні 1865 року головою Віленської археографічної комісії, директором Віленського реального училища і директором 1-й Віленської гімназії.
Він видав першу велику збірку пісень болгарською мовою, зібрання сербських та російських народних пісень, а також багато праць з болгарської, сербської й російської літератур.

## Праці
- «Белорусские песни» (збірник) М., 1871.
- «Детские песни» (збірник) М., 1868.
- «Калики перехожие» (збірник духовних віршів) М., 1861—1863.